# 1143 w polityce
Wydarzenia polityczne w 1143 roku.

## Wydarzenia
- Arnold z Brescii objął rządy w Rzymie po obaleniu władzy papieża (do 1155)[1].

## Zmarli
- 8 kwietnia Jan II Komnen, cesarz bizantyjski[2].